# Mennan Yapo
Mennan Yapo (Monaco di Baviera, 1966) è un produttore cinematografico, regista, sceneggiatore e attore tedesco.

## Biografia
Nato a Monaco di Baviera da genitori turchi, Yapo è entrato nel mondo del cinema nel 1988, inizialmente come assistente e pubblicitario.
Dal 1995, Yapo ha lavorato come sceneggiatore e produttore, e come attore non protagonista (in I racconti del cuscino del 1996 di Peter Greenaway, e nel 2003 in Good Bye, Lenin! di Wolfgang Becker).
Il 1998 segna la prima uscita di Yapo come regista. Il suo debutto alla regia, come regista del corto Framed, è stato candidato per il Deutscher Filmpreis e mostrato in numerosi festival internazionali.
Nel 2000, Yapo ha iniziato a lavorare al suo primo lungometraggio, il thriller Lautlos. Un successo al box office tedesco, ma ha anche guadagnato il plauso della critica internazionale.
Il suo esordio alla regia ad Hollywood, è stato con il drammatico Premonition interpretato dal premio Oscar, Sandra Bullock, e uscito al cinema nel marzo 2007. Attualmente sta lavorando ad un thriller apocalittico interpretato da Josh Hartnett.

## Filmografia

### Regista
- Framed (1999) - cortometraggio
- Lautlos (Your Arms In My Arms/Soundless) (2004)
- Premonition (2007)

### Produttore
- After Hours (1996) - produttore esecutivo
- Framed (1999) - cortometraggio
- Birthday (2001) - cortometraggio
- The Real American - Joe McCarthy (2011) - consulente produttore
- Planet USA (2013) - produttore esecutivo

### Sceneggiatore
- After Hours (1996)
- Lautlos (Your Arms In My Arms/Soundless) (2004)

### Attore
- I racconti del cuscino (The Pillow Book) (1996)
- Good Bye, Lenin! (Good bye, Lenin) (2003)

## Premi e candidature
- German Short Film Award
  - 1999: Nomination - Miglior cortometraggio per Framed
- Cognac Festival du Film Policier
  - 2005: Vinto - Premio speciale della giuria per Lautlos
- WorldFest Houston
  - 2005: Vinto - Miglior lungometraggio indipendente (Premio di Platino) per Lautlos